# Cratere Maa
Maa è un cratere sulla superficie di Ganimede.